# Le Hézo
Le Hézo é uma comuna francesa na região administrativa da Bretanha, no departamento Morbihan. Estende-se por uma área de 4,92 km². Em 2010 a comuna tinha 842 habitantes (densidade: 171,1 hab./km²).